# Plan de Veracruz (1822)
El Plan de Veracruz fue un acuerdo proclamado por Antonio López de Santa Anna en dicho puerto de México el 2 de diciembre de 1822, fue ratificado el 6 de diciembre.

## Antecedentes
Iturbide, después de aprobar el Plan de Iguala y firmar los Tratados de Córdoba, entró en la Ciudad de México el 27 de septiembre de 1821, proclamando al día siguiente la independencia y el 27 de octubre Santa Anna tomó Veracruz a los realistas. Iturbide lo nombró comandante general de la provincia de Veracruz, durante ese tiempo fue partidario del Imperio. Pero cambió de opinión cuando Iturbide lo destituyó de su puesto.

## Proclamación
El 2 de diciembre de 1822, Santa Anna se pronunció en contra de Iturbide y a favor de la república apoyando a Guadalupe Victoria. Santa Anna prometió seguir los principios del Plan de Iguala, se dirigió a la población con los siguientes argumentos:
- Dijo que cuando el país se había emancipado en busca de su independencia se había buscado igualdad, justicia y razón.
- México había elegido un gobierno representativo a través de un Congreso que había sido disuelto por Iturbide.
- El objetivo de su proclama era restituir una asamblea representativa de la nación.
- Se respetarían los principios del Plan de Iguala y se consideraría reo de esa nación a quien atentase contra sus principios. Se firmaría un armisticio con las fuerzas realistas que permanecían en el castillo de San Juan de Ulúa.
- Se restablecería la libertad de giro marítimo con la península.

El plan original fue ampliado y quedó conformado por veintiséis cláusulas. En el nuevo documento se señaló que un congreso debía reunirse para decidir una forma de gobierno que continuara los principios de religión, independencia, y unión. Con este plan, Santa Anna perdió batallas y fracasó en su intento de tomar Jalapa al principio de la sublevación, pero con la proclamación del Plan de Casa Mata y el apoyo de otros líderes rebeldes se propició la derrota de las fuerzas de Iturbide en marzo de 1823.